# Staatsrechtlicher Bestimmtheitsgrundsatz (Österreich)
Der Bestimmtheitsgrundsatz im österreichischen Verfassungsrecht (Staatsrecht) normiert, dass Gesetze und Verordnungen im Sinne des Rechtsstaatsprinzips (Legalitätsprinzip) eine gewisse Bestimmtheit haben müssen, damit diese den Anforderungen eines Rechtsstaates genügen (Klarheitsgebot).
Zu unbestimmte Gesetze eröffnen der Verwaltung zu große Handlungsspielräume (Ermächtigung, formalgesetzliche Delegation), so dass diese unter Umständen gegen die Verfassung verstoßen. Der staatsrechtliche Bestimmtheitsgrundsatz wird aus Art 18 Abs. 1 B-VG: „Die gesamte staatliche Verwaltung darf nur auf Grund der Gesetze ausgeübt werden“ abgeleitet. Teilweise wird der Bestimmtheitsgrundsatz auch aus dem Grundsatz der Gewährung eines effektiven (adäquaten) Rechtsschutzes gestützt.
Ob eine Norm dem Bestimmtheitsgrundsatz entspricht, richtet sich nicht nur nach ihrem Wortlaut, sondern auch
- nach ihrer Entstehungsgeschichte und
- dem Gegenstand und dem Zweck der Regelung.[3]

Der Bestimmtheitsgrundsatz kann auch dadurch verletzt werden, dass bestimmte Vorschriften nur teilweise aufgehoben werden, und bezüglich der Anwendbarkeit der im Rechtsbestand verbleibenden Vorschriften eine Lücke entstünde, so dass die verbleibenden Bestimmungen unverständlich oder auch unanwendbar werden würden.
Im Hinblick auf die Rechtsetzung der Europäischen Union erkennt der österreichische Verfassungsgerichtshof in ständiger Rechtsprechung auch im Hinblick auf den Bestimmtheitsgrundsatz, dass es dem Gesetzgeber verfassungsrechtlich nicht verwehrt ist, an die von einer anderen Rechtssetzungsautorität geschaffene Rechtslage anzuknüpfen, „diese Rechtslage oder die darauf gestützten Vollzugsakte zum Tatbestandselement seiner eigenen Regelung zu machen. Entscheidendes Kriterium einer derartigen – verfassungsrechtlich zulässigen – tatbestandlichen Anknüpfung an fremde Normen oder Vollzugsakte ist, dass die zum Tatbestandselement erhobene (fremde) Norm nicht im verfassungsrechtlichen Sinn vollzogen, sondern lediglich ihre vorläufige inhaltliche Beurteilung dem Vollzug der eigenen Norm zugrunde gelegt wird (vgl. VfSlg 8161/1977, 9546/1982, 12.384/1990)“.
Bei der Ermittlung des Inhalts einer gesetzlichen Regelung und der Prüfung, ob der Bestimmtheitsgrundsatz verletzt wurde, sind nach Rechtsansicht des österreichischen Verfassungsgerichtshofes alle der Auslegung zur Verfügung stehenden Möglichkeiten auszuschöpfen. Erst dann, wenn nach Heranziehung sämtlicher Auslegungsmethoden noch nicht beurteilt werden kann, wozu das Gesetz ermächtigt, wird die Regelung nach Art 18 B-VG verletzt.

## Differenziertes Legalitätsgebot
Der Gesetzgeber ist je nach Regelungsmaterie mehr oder weniger an den Bestimmtheitsgrundsatz gebunden (Differenziertes Legalitätsgebot). Strenge Bindungen bestehen bei Eingriffen in Grundrechte, bei Bestimmungen im Strafrecht, Steuerrecht und Sozialversicherungsrecht. Weniger strenge Bindungen z. B. im Wirtschaftsrecht. und im Rahmen der Privatwirtschaftsverwaltung.